# Astyanax bimaculatus
Astyanax bimaculatus is een straalvinnige vissensoort uit de familie Characidae. De wetenschappelijke naam werd gepubliceerd in 1758 door Carl Linnaeus in de tiende editie van Systema naturae.
De soort is sinds 1907 in de aquaristiek bekend.